# Spalarnia śmieci na Szelągu w Poznaniu
Spalarnia śmieci na Szelągu w Poznaniu (pot. spalarnia śmieci na Wilczaku) – dawny zakład spalania śmieci, ważne ogniwo w systemie gospodarowania odpadami w mieście przed II wojną światową. Zlokalizowany w Poznaniu, na Szelągu przy ul. Wilczak, na obszarze jednostki pomocniczej Osiedle Stare Winogrady.

## Historia

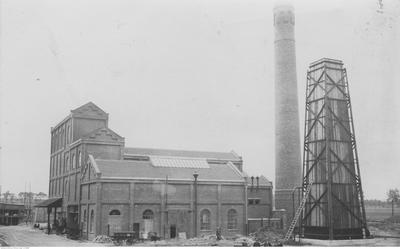
Spalarnia śmieci po wybudowaniu, przed oddaniem do użytku (październik 1927)

W 1919 roku, kiedy to polskie władze administracyjne objęły Poznań we władanie, utworzono Wydział Czyszczenia Miasta. Wtedy też powstał pomysł budowy spalarni śmieci, które do tej pory wywożono poza miasto. Po kilku latach analiz dotyczących jak najlepszego usytuowania obiektu, decyzję podjęto w 1925 roku, a spalarnię oddano do użytku 4 grudnia 1927. Koszt realizacji wyniósł 43,5 tys. funtów szterlingów. Do 1938 roku spalarnią zarządzał inż. Tadeusz Woźny. Jej funkcjonowanie oparte było na zasadach kupiecko-handlowych.

## Technika i architektura
Obiekt został zaprojektowany przez architekta Stanisława Kirkina. Zbudowano go z czerwonej cegły jako zespół pięciu zestawionych brył, zróżnicowanych wysokościami i nakrytych dwuspadowymi dachami. Dominantą jest charakterystyczna czterokondygnacyjna wieża. W spalarni zainstalowane były nowoczesne w czasach budowy, urządzenia przedsiębiorstwa Heenan & Froude z Wielkiej Brytanii (które już wcześniej zrealizowało ponad 250 spalarni w skali globu). Cztery piece spalały odpady w temperaturze do 1100 stopni Celsjusza. Spaliny zasilały sekwencyjny kocioł parowy na licencji firmy Babcock & Wilcox. Uzyskaną parą zasilano turbinę kondensacyjną połączoną z generatorem prądu, a on z kolei zasilał silniki niezbędne do pracy spalarni i oświetlenia całości zakładu. Moc generatora wykorzystywana była także do zasilania wytwórni materiałów budowlanych, a żużel ze spalarni wykorzystywano w specjalnych liniach produkcyjnych i wykonywano z jego użyciem elementy budowlane, np. płyty chodnikowe, krawężniki lub rury kanalizacyjne. Budowa spalarni spowodowała wprowadzenie w mieście blaszanych kubłów na śmieci o pojemności 110 l, których początkowo zamówiono 8 tys. sztuk w zakładach w Tczewie i aparatury do bezpylnego przeładunku oraz samochodów niskopodwoziowych, przyczep samowyładowczych i ciągników, które zakupiono w Anglii.
Obiektowi towarzyszyły: budynek administracyjny oraz mieszkalny (dla pracowników), przeładownia śmieci przy ul. Przepadek oraz garaże przy ul. Bergera (dawniej ul. Kluczborskiej) na Wildzie. Mimo przemysłowego przeznaczenia, architekt nadał zespołowi atrakcyjny wygląd zewnętrzny, np. artykułując wnęki, szczyty, czy stosując przypory.

## Dzieje powojenne
Zakład został poważnie zniszczony w czasie II wojny światowej. Po 1945 nie uruchomiono turbiny, ale prowizorycznie naprawiony w 1955 działał do 1957, kiedy zamknięto go motywując to trudnościami z naprawą nietypowych urządzeń. Z czasem obiekt popadł w coraz większe zaniedbanie, był siedzibą firmy Miejskie Przedsiębiorstwo Taksówkowe, warsztatów MPK, giełdy Wilmarkt i innych drobnych biznesów.
W latach 2018–2019 budynek spalarni zostanie przebudowany na cele kulturalno-handlowe przez przedsiębiorstwo Agrobex. Zostanie częściowo rozebrany i na podstawie zachowanych materiałów ikonograficznych, pod nadzorem konserwatora zabytków, odtworzony jego pierwotny wygląd. Spalarnia stanie się integralną częścią osiedla „Wilczak 20” i ma pełnić także funkcje społeczno-kulturalne, włącznie z prezentacją historii budynku i miejsca spotkań mieszkańców.

## Martyrologia
W spalarni na Wilczaku Niemcy spopielili ciała rozstrzelanych ofiar Fortu VII, które wcześniej ekshumowali z dołów grzebalnych nad Rusałką. Popioły ofiar represji grzebano także na Cmentarzu Górczyńskim w specjalnych skrzyniach.